# Ноглики (аэропорт)
«Но́глики» — российский аэропорт, расположенный в 3,5 км к югу от посёлка городского типа Ноглики Сахалинской области. Асфальтированная ВПП взамен грунтовой была построена в аэропорту в 2004 году.
В 2013—2017 годах сезонно имел статус международного аэропорта и аэропорта федерального значения.

## Принимаемые воздушные суда
Ан-12 (с ограничением взлётной массы), Ан-72, Ан-24, Ан-26, Ан-140, Ан-38, Ан-28, Ил-114, Як-40, Л-410, DHC-8, Falcon-900, Gulfstream IV и другие типы ВС 3-4 классов, вертолёты всех типов. Максимальный взлётный вес воздушного судна 60 тонн. Классификационное число ВПП (PCN) 17/F/B/Y/T.

## Показатели деятельности
| год             | 2014 | 2015 | 2016 | 2017 | 2018 | 2019 | 2020 | 2021 |
| тыс. пассажиров | 42,7 | 39,7 | 36,6 | 40,9 |      | 59,6 | 20,9 | 24,6 |
| Источники:      |      |      |      |      |      |      |      |      |